# Terry Kiser
Terry Kiser, född 1 augusti 1939 i Omaha, Nebraska, är en amerikansk skådespelare. Mest känd för sin roll som Bernie Lomax i komedin Länge leve Bernie och dess uppföljare fyra år senare. Han var också en medlem i Carol Burnetts ensemble i hennes TV-show Carol & Company.

## Filmografi (i urval)
- 1968 – Rachel, Rachel
- 1975 – Baretta, avsnitt Nobody in a Nothing Place (gästroll i TV-serie)
- 1981 – Nattöppet
- 1983 – Spanarna på Hill Street (TV-serie)
- 1983 och 1988 – Mord och inga visor (gästroll i TV-serie)
- 1986 och 1992 – Pantertanter (gästroll i TV-serie)
- 1988 – Fredagen den 13:e del VII
- 1989 – Hunter, avsnitt Last Run (gästroll i TV-serie)
- 1989 – Länge leve Bernie
- 1990 – Lagens änglar, avsnitt Noah's Bark (gästroll i TV-serie)
- 1990 – Carol & Company (TV-serie)
- 1993 – Blossom, avsnitt You did what? (gästroll i TV-serie)
- 1993 – Länge leve Bernie 2
- 1994 – Tammy and the T-Rex
- 1995–1996 – Lois & Clark (TV-serie)
- 1996 – Good Company (TV-serie)
- 1999 – Will & Grace, avsnitt To Serve and Disinfect (gästroll i TV-serie)
- 2000 – Norm Show (gästroll i TV-serie)
- 2013 – A Christmas Tree Miracle
- 2013 – Bail Out (TV-serie)